# Système de gestion de contenu
Pour les articles homonymes, voir SGC et CMS.
Ne doit pas être confondu avec Gestion de contenu d'entreprise ou Gestion électronique des documents.
 (juillet 2012).
Si vous disposez d'ouvrages ou d'articles de référence ou si vous connaissez des sites web de qualité traitant du thème abordé ici, merci de compléter l'article en donnant les références utiles à sa vérifiabilité et en les liant à la section « Notes et références ».
 (8 avril 2016).
 (février 2024).
- Si vous ne connaissez pas le sujet, laissez ce bandeau (vous pouvez alors contacter les auteurs).
- Si vous supprimez le contenu mis en cause (vous pouvez préalablement contacter les auteurs),

argumentez précisément cette suppression dans la page de discussion
(un manque de référence n'est pas un argument ; une recherche réelle de référence doit avoir été effectuée, être formellement documentée).
 (février 2024).

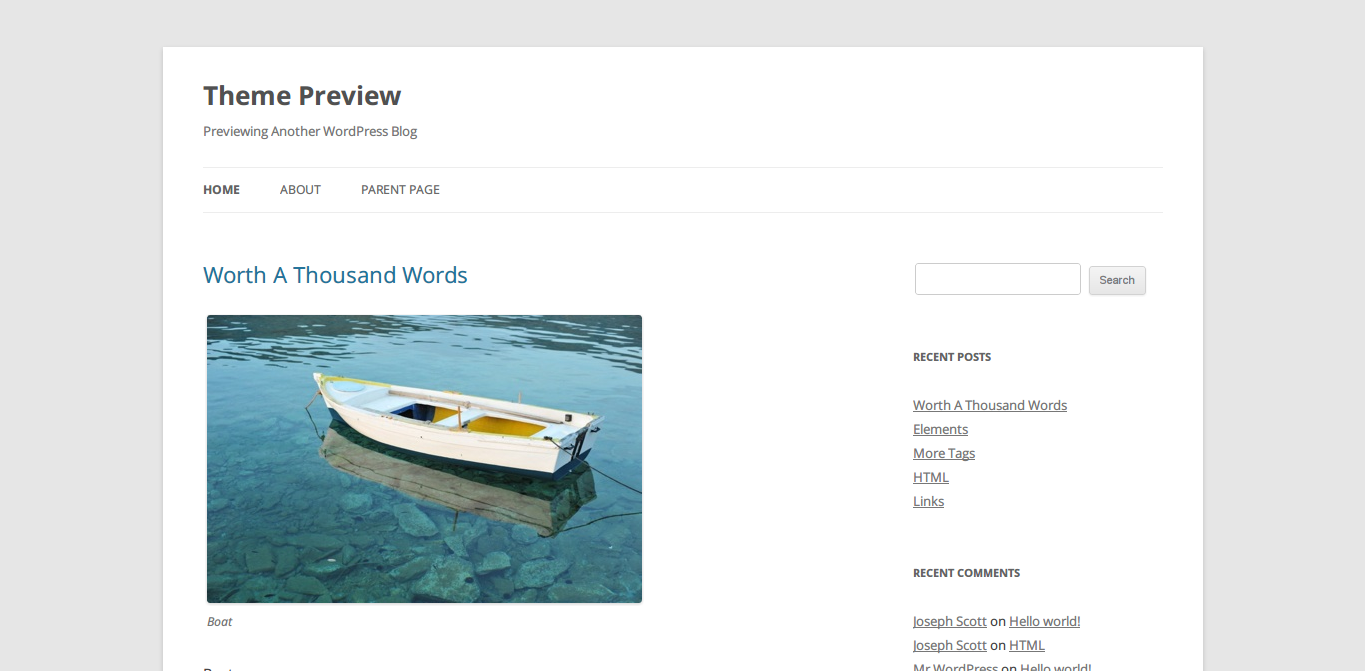
Exemple de design du système de gestion de contenu WordPress.

Un système de gestion de contenu ou SGC (content management system ou CMS en anglais) est un programme informatique permettant de créer un site Internet, un blog ou encore un site de vente en ligne. Un SGC permet, entre autres, de travailler à plusieurs sur un même document ; de séparer les opérations de gestion de la forme et du contenu ; de structurer le contenu (FAQ, documents, blogues, forums, etc.) ; de hiérarchiser les utilisateurs et de leur attribuer des permissions (anonyme, administrateur, contributeur, etc.). Il fournit également une chaîne de publication (workflow), offrant par exemple la possibilité de mettre en ligne le contenu des documents. Certains SGC incluent la gestion des versions. Enfin, il est possible de gérer tout type de documents (bureautique, audio, vidéo...) et d'ajouter des fonctionnalités par l'intermédiaire de plugins.
Lorsque le SGC gère du contenu dynamique, on parle de système de gestion de contenu dynamique ou SGCD (Dynamic Content Management System ou DCMS).[réf. souhaitée]
Par exemple, WordPress, Drupal, Joomla ou Wix font partie des SGC.
La notion de SGC ne doit pas être confondue avec les systèmes de gestion électronique des documents (GED) qui permettent de réaliser toute la chaîne de gestion de contenu dans l'entreprise (notamment le cycle de vie des documents), de l'acquisition des données jusqu'à la production de documents en passant par l'exploitation des informations.

## Fonctions communes
Pour arriver à offrir les fonctionnalités citées plus haut, la conception se fonde assez souvent sur les mécanismes suivants :

### Utilisation d'interface web - SGC
Les SGC sont accessibles quel que soit le type de système d'exploitation, au moyen d'un navigateur Web au travers d'interfaces web. Ainsi, les utilisateurs n'ont pas besoin d'installer de logiciel spécifique supplémentaire. Grâce aux standards du web, les SGC offrent donc un format de données lisible (HTML et ses dérivés RIA), imprimable et stockable par tous, ce qui facilite l'échange et l'accessibilité des documents[réf. nécessaire]. Un SGCD permet de gérer et de générer le code source des projets pour l'exporter.[réf. nécessaire]

### Séparation entre contenu et présentation
Séparer le contenu et la forme est un principe fondateur de la gestion de contenu.
Le contenu est stocké le plus souvent dans une base de données, structurée en tables et en champs. C'est le contenu des champs de la base qui est créé ou modifié par le rédacteur, et non pas la page elle-même. On parle alors de site « dynamique ».
La présentation utilise des gabarits qui définissent : la mise en page proprement dite - via les feuilles de style (parmi lesquelles les CSS, ou les règles de transformation XSLT), et la structuration des données, au moyen de standards tels que XML, ainsi que les informations extraites de la base de données (de même que l'endroit où celles-ci doivent être affichées et sous quelles conditions).

### Édition de page simplifiée
Du fait du principe de séparation du contenu et de la présentation, les rédacteurs peuvent se concentrer sur le contenu. L'édition des pages en est considérablement simplifiée. Deux mécanismes sont proposés : une interface WYSIWYG qui propose une interface graphique de mise en forme similaire à celle qui existe dans un traitement de texte ; l'utilisation de balises simplifiées, visant à mettre le texte en forme. Il en existe plusieurs types, dont le plus répandu est BBCode. On peut aussi citer des alternatives plus modernes telles que Markdown ou Textile. Les wikis, qui ne sont pas WYSIWYG, utilisent le wikitexte.
Pour aider les contributeurs à saisir plus simplement des contenus, de nombreux outils de gestion de contenu proposent des fonctions d'édition « inline », c'est-à-dire d'édition depuis la partie visible du site sur Internet (appelée aussi front-end, en jargon informatique).

#### De multiples méthodes de rangement de l'information
La théorie de l'information affirme que plus il y a d’informations, plus le désordre augmente. En pratique, lors de la recherche d'une information spécifique, toutes les autres créent du bruit. Pour y remédier, un SGC propose habituellement de multiples mécanismes de tri plus ou moins complexes tels que des hyperliens – qui permettent de référencer les articles entre eux –, un moteur de recherche sur le texte ou des tris spécifiques (par date de modification, auteurs, liens…).
La majorité des SGC offrent la possibilité de catégoriser l’information, de l’indexer ou d’utiliser des taxinomies pour améliorer les méthodes de recherche et l'affichage des contenus. Il est donc possible de créer des catégories de contenus, des sections – ou rubriques –, voire des mots clés favorisant l’indexation.
La multiplication d’une vue et des mécanismes de choix diminue la profondeur de l’information par rapport à la page d’entrée en multipliant les chemins, et la rend donc plus accessible.

### Gestion des droits
Par le biais de l’interface d’administration, les systèmes offrent le plus souvent la possibilité de gérer les utilisateurs et leurs droits. C'est-à-dire de leur donner accès ou non aux fonctionnalités du système. Les fonctionnalités sont multiples et variables selon la plate-forme, allant des plus basiques – comme un droit de lecture/écriture sur un article – aux plus élaborées – comme un droit de modération d’autres utilisateurs. Afin de gérer plus globalement les droits des utilisateurs, certaines solutions de SGC permettent de créer et gérer des groupes d'utilisateurs. Les utilisateurs sont ensuite intégrés aux groupes. Pour répondre aux besoins des organisations, la plupart des outils de SGC permettent l'interfaçage avec des annuaires d'entreprises (LDAP, AD).

## Le SGC, évolution convergente de la société de l'information
- Si vous ne connaissez pas le sujet, laissez ce bandeau (vous pouvez alors contacter les auteurs).
- Si vous supprimez le contenu mis en cause (vous pouvez préalablement contacter les auteurs),

argumentez précisément cette suppression dans la page de discussion
(un manque de référence n'est pas un argument ; une recherche réelle de référence doit avoir été effectuée, être formellement documentée).
Le concept de WYSIWYG a rencontré un grand succès dans la création de contenu dans les années 1980, et fait perdre alors du terrain aux systèmes de marquage qui séparaient à la source, le contenu de la forme (le rendu)[réf. nécessaire]. À moins d'utiliser un éditeur approprié (comme Markup sur PC), un délai de plusieurs secondes séparait alors l’insertion d’une balise et une de ses visualisations possibles dans un contexte donné : une compilation était en effet nécessaire pour que l’utilisateur visualise le résultat. Néanmoins, ce principe de texte marqué par des balises donnait seul la flexibilité imposée par l’édition professionnelle et continue à être utilisé : TeX, GML, SGML, etc., tandis que le cycle du rendu passait de quelques dizaines de secondes à parfois quelques dixièmes de seconde en raison de la puissance accrue des machines, puissance qui augmentait conformément à la loi de Moore.
Le WYSIWYG a, pour sa part, repris quelques concepts du texte marqué en bureautique et reste dominant dans la création de contenu grand public, car demandant moins d’effort d’abstraction. La séparation du contenu et de la forme est toutefois partiellement réalisée par l’usage du concept de styles, à l’image du rendu de l’HTML par des feuilles de style (Cascading Style Sheet ou CSS) en texte marqué. Les deux systèmes ont donc en partie convergé.
La spécialisation des organisations fait qu’il existe des départements spécialisés dans la présentation des contenus issus de l’entreprise (département chargé de la charte graphique de l’entreprise, souvent rattaché au marketing) et d’autres dans la rédaction de contenu (par exemple : département commercial, technique ou relations publiques), qui rédigent au kilomètre en s’insérant dans les moules existants. Le découplage entre fond et forme est là aussi assuré.
L’introduction de feuilles de style propose ou impose des formats prédéfinis à la création de documents-types. La convergence des moyens de visualisation (liée à l’accessibilité généralisée de diverses polices, jadis réservées aux seuls services de composition) a fini par simplifier non seulement la création de contenu, mais aussi son échange.
L’intégration de documents hétérogènes à la fois par la nature (images, feuilles de calcul) et la provenance (sous-traitants) au sein d’un même document nécessite une gestion unifiée des pièces incluses. Enfin, dans le cadre de la relation client pour les entreprises ou des réglementations pour les administrations, il faut pouvoir suivre les flux d’informations émis. Il fut donc demandé aux utilisateurs de ranger leurs documents de manière à pouvoir les trouver, et suivre les modifications faites dans la communication, soit automatiquement, par l’utilisation de logiciels combinés appelés systèmes de gestion électronique de documents ; soit par l'édiction de normes de travail.
Des tâches annexes comme la mise en page, la gestion des flux documentaires, la gestion des formats, jadis traitées comme annexes au contenu proprement dit du document, en font maintenant partie intégrante, conjointement aux définitions extérieures au document indiquant leurs modalités.

## Prospective
Le SGC s’inscrit dans cette évolution générale, en combinant la création de contenu avec sa gestion, son archivage, et la publication. Les systèmes les plus avancés à l’heure actuelle répondent déjà aux besoins suivants :

### Gestion de versions successives ou concurrentes
Lorsque plusieurs personnes ou entités travaillent sur un même document, elle[Quoi ?] fournit un outil qui trace les évolutions, et permet de visualiser/gérer les modifications et les éventuelles situations conflictuelles. Grâce à elle, on peut également savoir qui a apporté telle modification et quand.

### Multiplication des vues
En fonction des centres d’intérêt des lecteurs, certains SGC actuels permettent de présenter un contenu de manière personnalisée, tout en exploitant le même contenu original. Par exemple, une organisation fournit la même base documentaire, mais des présentations différentes à ses différentes parties prenantes : pour une entreprise, ce peut être ses clients, ses fournisseurs, ses catégories de personnels, et ses actionnaires.

### Travail collaboratif (groupware)
Plusieurs parties prenantes peuvent trouver avantage à travailler sur un espace commun privé, lié à une communication précise (suivi d’une relation client pour une entreprise et son fournisseur), tout en gardant une trace historique matérialisable (en général par la couleur) permettant de savoir qui a modifié quoi. Un logiciel précurseur dans le domaine a été Lotus Word Pro, dont Microsoft Word reprit plus tard cette fonction.[réf. souhaitée]

### Multiplication des sources de contenu
Il s’agit de mutualiser les contenus de plusieurs organisations tout en présentant le contenu d’informations issues de sources différentes avec leur mise en page, comme le font les journaux qui diffusent les dépêches d’agences de presse. Ce mécanisme s’appelle généralement la syndication de site.

### Commentaires devenant eux-mêmes sources d'information
La plupart des projets SGC libres fonctionnant sur le Web proposent de créer des forums associés aux articles pour laisser les visiteurs réagir. Des sites comme Slashdot intègrent les commentaires des lecteurs comme partie intégrante de l’information fournie[réf. souhaitée], la scindant en deux blocs :
- l’information institutionnelle, qui apporte ce qui peut être émis par une source dite de confiance ;
- l’information officieuse, qui, par un mécanisme de retour, permet d’obtenir : la validation, la correction, la discussion d’une information, et son enrichissement par tout lecteur.[réf. nécessaire]

Le commentaire fait évoluer les outils logiciels d’édition (destinés à la simple diffusion d’information) vers des outils de communication. En effet, la communication est bilatérale, à la différence de l’information, unilatérale.[réf. nécessaire]
Ceci est probablement la plus grande évolution qui implique un changement profond de notre façon de considérer le partage de la connaissance et d’appréhender le web. En effet, d’un côté le diffuseur d’information, en proposant un forum de réactions, prend les risques inhérents à l’expression publique (juridiques et rédactionnels) et, de l’autre, l’utilisateur prend le risque de la modification/suppression de son contenu par les auteurs du site.

### L'amélioration qualitative se poursuit
Ces logiciels ont, au fil du temps, amélioré leurs qualités :
- La sécurité informatique, en particulier pour empêcher la prise de contrôle par des tiers, est désormais correcte, voire excellente (prise en charge native de SSL, voire Kerberos)[réf. nécessaire].
- Le code (PHP, Python, PERL…) est de mieux en mieux indenté, commenté (donc plus clair), ce qui favorise l’identification des bugs et l’amélioration par la communauté[réf. nécessaire].
- La qualité des documents informatiques publiés, du code HTML, JavaScript, etc., le respect des normes ainsi que l’ergonomie se sont améliorés[réf. nécessaire].
- La mise en conformité avec le standard XHTML et l’actualisation des méthodes de programmation des concepteurs avec des méthodes telles que l’Extreme programming ont permis une nette amélioration de la qualité des systèmes de gestion de contenu[réf. nécessaire].

## Rentabilité
La mise en place d’un système de gestion de contenu simple pour une petite entreprise représente un investissement certain. Dans cette optique, l’entreprise doit considérer les points suivants afin d’évaluer si l’implantation d’un tel système sera rentable : l'étendue, la fréquence et l'urgence des modifications du site[réf. nécessaire].

## Les différents types de SGC sur le marché
- Les CMS orientés vers la création de sites hébergés (ou website builder).
- Ceux qui font la même chose, mais open source.
- Les CMS “headless” ou "sans-tête", qui peuvent être open source ou hébergés, mais constituent une catégorie à part entière.

La liste des SGC de chaque catégorie est très fournie, plus de 750 ont été recensés !